# Ober-Mengelbach
Ober-Mengelbach ist ein Dorf und heute Teil der Kerngemeinde von Wald-Michelbach im hessischen Landkreis Bergstraße.

## Geographische Lage
Ober-Mengelbach liegt nordwestlich von Wald-Michelbach im Odenwald in einem Zipfel der Gemarkung Wald-Michelbach, unterhalb des wenige Hundert Meter in südöstlicher Richtung entfernten Weilers Stallenkandel.

## Geschichte
Für 1369 ist die Schreibweise Mengelmans, später auch Mengelmünster oder Mengelmainzer als Name des Weilers bezeugt. 1820 wird der Ort Ober-Möngelbach genannt. Der Name wird von Ober- = flussaufwärte gelegen am Mengelbach abgeleitet.

### Territoriale Zugehörigkeit
Der Ort gehörte im Alten Reich zur Kurpfalz. Bei deren Auflösung 1803 wurde er der Landgrafschaft Hessen-Darmstadt zugeschlagen, die ab 1806 das Großherzogtum Hessen bildete.

1821 trennte das Großherzogtum Hessen auch auf unterer Ebene Rechtsprechung und Verwaltung in seinen Provinzen Starkenburg und Oberhessen. Für die Verwaltung wurden Landratsbezirke geschaffen, die erstinstanzliche Rechtsprechung Landgerichten übertragen. 
 Ober-Mengelbach wurde dabei dem Landratsbezirk Lindenfels eingegliedert. Im Rahmen dieser Reform wurden auch Landgerichte geschaffen, die jetzt unabhängig von der Verwaltung waren. Bei der nächsten Verwaltungsreform, 1832, kam Ober-Mengelbach zum Kreis Heppenheim, 1848 bis 1852 kurzzeitig zum Regierungsbezirk Heppenheim und anschließend zum Kreis Lindenfels. Ab 1874 gehörte es wieder zum Kreis Heppenheim, der zum 1. Januar 1939 in Landkreis Bergstraße umbenannt wurde.

### Justiz
Mit Einrichtung der Landgerichte im Großherzogtum Hessen war ab 1821 das Landgericht Fürth als Gericht erster Instanz für Ober-Mengelbach zuständig. 1853 wurde aus dessen Gerichtsbezirk ein neuer Landgerichtsbezirk ausgegliedert, das Landgericht Waldmichelbach, zu dem nun auch Ober-Mengelbach gehörte.
Anlässlich der Einführung des Gerichtsverfassungsgesetzes mit Wirkung vom 1. Oktober 1879, infolge derer die bisherigen großherzoglich hessischen Landgerichte durch Amtsgerichte an gleicher Stelle ersetzt wurden, während die neu geschaffenen Landgerichte nun als Obergerichte fungierten, wurde nun das Amtsgericht Wald-Michelbach im Bezirk des Landgerichts Darmstadt zuständig.
1943 wurde der Amtsgerichtsbezirk Wald-Michelbach kriegsbedingt vorübergehend aufgelöst, dem Amtsgericht Fürth zugeordnet und dort als Zweigstelle geführt, was nach dem Krieg wieder rückgängig gemacht wurde. Zum 1. Juli 1968 wurde dann das Amtsgericht Wald-Michelbach aufgelöst, womit Ober-Mengelbach wieder und endgültig in die Zuständigkeit des Amtsgerichts Fürth kam.

## Verkehr und Infrastruktur
Westlich oberhalb von Ober-Mengelbach gibt es einen Steinbruch. Daran vorbei führt die kurvenreiche Landesstraße L 3409, die Zotzenbach südlich auf einem Höhenrücken umgeht und nach Stallenkandel führt. An diesem Steinbruch zweigt die Kreisstraße K 21 als Ortszufahrt nach Norden ab und verbindet Ober-Mengelbach im weiteren Verlauf als Talstraße über den angrenzenden, schon zu Rimbach zählenden Weiler Unter-Mengelbach mit Zotzenbach.